# Xiphochaeta atratula
Xiphochaeta atratula là một loài ruồi trong họ Tachinidae.